# 伴名練
伴名 練（はんな れん、1988年 -）は、日本の小説家、アンソロジスト。高知県出身。ホラーやSFに分類される作品を執筆している。

## 経歴・人物
京都大学文学部卒。在学中より第4期京都大学SF研究会に所属。2010年、大学在学中に応募した「遠呪」にて、角川書店主催の第17回日本ホラー小説大賞の短編賞を受賞。同年10月、受賞作に改題・改稿を施した「少女禁区」に、書下ろしの近未来SF中編「Chocolate blood, biscuit hearts.」を併録した『少女禁区』(角川ホラー文庫) で作家デビューした。
2024年9月現在、日本SF作家クラブのメンバーではない。

## 作品リスト

### 単行本
- 『少女禁区』（2010年10月 角川ホラー文庫）イラスト：シライシユウコ
  - 少女禁区 - 第17回日本ホラー小説大賞短編賞受賞作品
  - Chocolate blood, biscuit hearts. - 書き下ろし
- 『なめらかな世界と、その敵』（2019年8月 早川書房 / 2022年4月 ハヤカワ文庫JA）イラスト：赤坂アカ
  - なめらかな世界と、その敵（『稀刊 奇想マガジン 準備号』2015年12月 カモガワSFシリーズKコレクション/再録：『年刊日本SF傑作選 アステロイド・ツリーの彼方へ』2016年6月 創元SF文庫）
  - ゼロ年代の臨界点（『Workbook93 ぼくたちのゼロ年代』2010年8月 京都大学SF・幻想文学研究会/再録：『年刊日本SF傑作選 結晶銀河』2011年7月 創元SF文庫）
  - 美亜羽へ贈る拳銃（『伊藤計劃トリビュート』2011年11月 京都大学SF・幻想文学研究会 特殊検索群i分遣隊/再録：『年刊日本SF傑作選 拡張幻想』2012年6月 創元SF文庫）
  - ホーリーアイアンメイデン（『年刊日本SF傑作選91～99を編む パイロット版』2017年12月 カモガワSFシリーズKコレクション/再録：「年刊日本SF傑作選 プロジェクト：シャーロック」2018年6月 創元SF文庫）
  - シンギュラリティ・ソヴィエト（『改変歴史SFアンソロジー パイロット版』2018年5月 カモガワSFシリーズKコレクション）
  - ひかりより速く、ゆるやかに - 書き下ろし
- 『百年文通』（2022年4月 一迅社 電子書籍のみ）イラスト：けーしん
  - 『ベストSF2022』大森望編（竹書房文庫、2022年8月）に収録された。
  - 扉の向こうに、永遠を見つけた。（『コミック百合姫』2021年1月号（2020年11月18日発行）表紙、一迅社）
  - お久しぶり、静さん。今日を心待ちにしていました。（『コミック百合姫』2021年2月号（2020年12月18日発行）表紙、一迅社）
  - 世界すべてを飲み込もうとするような、未知への憧れに輝く瞳。（『コミック百合姫』2021年3月号（2021年1月18日発行）表紙、一迅社）
  - 「心配性だね、お姉ちゃんは」（『コミック百合姫』2021年4月号（2021年2月18日発行）表紙、一迅社）
  - 《妹を誑かす奸賊は其方様かしら》（『コミック百合姫』2021年5月号（2021年3月18日発行）表紙、一迅社）
  - どうして私は、今日までこのことを知らなかったのか。（『コミック百合姫』2021年6月号（2021年4月16日発行）表紙、一迅社）
  - 「どうかしら、似合っていると良いのですけれど。」（『コミック百合姫』2021年7月号（2021年5月18日発行）表紙、一迅社）
  - 「私の方がずっと昔から、お姉ちゃんのことを考えてる」（『コミック百合姫』2021年8月号（2021年6月17日発行）表紙、一迅社）
  - 「心が二つに引き裂かれてしまいそうだった。」（『コミック百合姫』2021年9月号（2021年7月17日発行）表紙、一迅社）
  - 「その淡い光の暖かさを、私は知った。」（『コミック百合姫』2021年10月号（2021年8月17日発行）表紙、一迅社）
  - 頭の中で静との思い出が押し寄せた。（『コミック百合姫』2021年11月号（2021年9月18日発行）表紙、一迅社）
  - 救われた命の数は少しでも増えたはずだ、そう信じている。（『コミック百合姫』2021年12月号（2021年10月18日発行）表紙、一迅社）

### 編纂書
- 2010年代SF傑作選（2020年2月 ハヤカワ文庫JA 全2巻）- 共編：大森望
- 日本SFの臨界点 [恋愛篇] 死んだ恋人からの手紙（2020年7月 ハヤカワ文庫JA）
- 日本SFの臨界点 [怪奇篇] ちまみれ家族（2020年7月 ハヤカワ文庫JA）
- 日本SFの臨界点 中井紀夫 山の上の交響楽（2021年6月 ハヤカワ文庫JA）
- 日本SFの臨界点 新城カズマ 月を買った御婦人 （2021年7月 ハヤカワ文庫JA）
- 日本SFの臨界点 石黒達昌 冬至草/雪女 （2021年8月 ハヤカワ文庫JA）
- 新しい世界を生きるための14のSF (2022年6月 ハヤカワ文庫JA)

### 単行本未収録作品
以下、商業出版物に収録された作品のみを掲載。

#### 小説
- かみ☆ふぁみ! 〜彼女の家族が「お前なんぞにうちの子はやらん」と頑なな件〜（『NOVA 10 書き下ろし日本SFコレクション』2013年7月 河出文庫）
- 一蓮托掌〈R・×・ラ×ァ×ィ〉（『R・A・ラファティ生誕百周年記念トリビュート小説集 つぎの岩』2014年11月 京都大学SF・幻想文学研究会 六人の愉快な収穫者の会 / 再録：『年刊日本SF傑作選 折り紙衛星の伝説』2015年6月 創元SF文庫）
- フランケンシュタイン三原則、あるいは屍者の簒奪（『伊藤計劃トリビュート』2015年8月 ハヤカワ文庫JA）
- 聖戦譜（『稀刊 奇想マガジン 創刊号』2016年5月 カモガワSFシリーズKコレクション / 再録：『ヒドゥン・オーサーズ Hidden Authors』2017年5月 惑星と口笛ブックス）
- 彼岸花（『S-Fマガジン』2019年2月号 早川書房 / 再録：『アステリズムに花束を 百合SFアンソロジー』2019年6月 ハヤカワ文庫JA）
- 白萩家食卓眺望（『S-Fマガジン』2020年4月号 早川書房 / 再録：『現代の小説2021 短篇ベストコレクション』2021年11月（日本文藝家協会編、小学館文庫）
- 全てのアイドルが老いない世界（『小説すばる』2020年6・7月合併号 集英社 / 再録： 『ベストSF 2021』2021年11月（大森望編、竹書房文庫））
- 兇帝戦始（『ダーク・ロマンス 異形コレクションXLIX』光文社文庫、2020年11月10日）
- 墓師たち（『kaze no tanbun 移動図書館の子供たち』柏書房、2020年12月29日）
- 解説──最後のレナディアン語通訳（『異常論文』ハヤカワ文庫JA、2021年10月19日）
- インヴェイジョン・ゲーム1978（『狩りの季節 異形コレクションLII』光文社文庫、2021年11月16日））
- 葬られた墓標（『文學界』2022年2月号 文藝春秋）
- 二〇〇〇一周目のジャンヌ（『小説現代』2022年4月号 講談社 / 再録：『ifの世界線 改変歴史SFアンソロジー』2022年10月 (講談社タイガ))
- 箍（『文學界』2025年8月号 文藝春秋）

#### 論考・随筆
- 選考文 評者・神林長平の見出した才能（『S-Fマガジン』2019年10月号 早川書房）
- 『なめらかな世界と、その敵』あとがきにかえて（『S-Fマガジン』2019年10月号 早川書房）
- 延命小説（『文學界』2019年12月号 文藝春秋）
- ○活（『小説すばる』2020年1月号 集英社）
- 別の本（『別冊文藝春秋』2020年1月号 文藝春秋）
- 伴名練インタビュウ SFの歴史を継いでいくこと（『SFが読みたい! 2020年版』2020年2月 早川書房）
- 技巧と情動と（『S-Fマガジン』2020年10月号 早川書房）
- 『タイム・トラベラー』のことなど（『S-Fマガジン』2021年2月号 早川書房）
- 『日本SFの臨界点』編纂の記録2021（『S-Fマガジン』2021年10月号 早川書房）
- 幻の短篇集（『S-Fマガジン』2021年12月号 早川書房）
- 戦後初期日本SF・女性小説家たちの足跡（『S-Fマガジン』2022年4月号 早川書房 - 連載中）